# Beverly Hills High School
Beverly Hills High School är en av två allmänna high schools i staden Beverly Hills i Los Angeles County, Kalifornien, USA. Skolan, som är belägen nära gränsen till stadsdelen Century City i Los Angeles, grundades 1927. 
Den har 1 298 elever i de högre årskurserna och är den enda high school som ingår i Beverly Hills Unified School District.